# حباب (فیلم انیمه ۲۰۲۲)
حباب (به انگلیسی: Bubble) ⁪ (ژاپنی: バブル هپبورن: Baburu) انیمه پسا آخرالزمانی محصول ۲۰۲۲ ژاپن است که توسط ویت استودیو ساخته شده‌است. این فیلم به کارگردانی تتسورو آراکی و نویسندگی ژنرال اوروبوچی است و طراحی شخصیت‌ها بر عهده تاکشی اوباتا و موسیقی ساخته هیرویوکی ساوانو است. حباب در ۱۰ فوریه ۲۰۲۲ در جشنواره بین‌المللی فیلم برلین به نمایش درآمد. پس از آن در ۲۸ آوریل ۲۰۲۲ در سراسر جهان توسط نتفلیکس منتشر شد و در ماه مه در ژاپن به نمایش درآمد. یک اقتباس مانگا از فیلم توسط اروبو هیجیهارو در شونن جامپ+ از ۲۲ آوریل تا ۲۳ مه ۲۰۲۲ منتشر شد.

## داستان
در آینده نزدیک، انفجاری در برج توکیو رخ می‌دهد که باعث پخش شدن حباب‌ها در شهر می‌شود به طوری که شهر را غیرقابل سکونت می‌کند. جوانان از محدودیت‌ها سرپیچی می‌کنند و شروع به زندگی در آنجا می‌کنند و از مسابقات پارکور به عنوان وسیله‌ای برای داد و ستد و مبادله منابع استفاده می‌کنند. در یکی از تیم‌های پارکور، هیبیکی ۱۸ ساله، استعداد استثنایی پارکور است، اما به دلیل حساسیت شنوایی فوق‌العاده از دیگران اجتناب می‌کند.
یک روز هیبیکی پس از شنیدن آواز دختری، سعی می‌کند از برج توکیو بالا برود و تقریباً موفق می‌شود، اما در نهایت به اقیانوس می‌افتد. در آنجا بازدم نهایی او با برخی از حباب‌ها ترکیب می‌شود و یک دختر ۱۶ ساله به وجود می‌آید و اسمش را اوتا می‌گذارد. در ادامه هیبیکی متوجه می‌شود که با لمس اوتا، بدن او محو می‌شود، بنابراین برای متوقف کردن آن به برج توکیو می‌رود تا اوتا را نجات دهد.

## صداپیشگان
| شخصیت‌ها         | صداپیشگان ژاپنی | صداگذاری انگلیسی |
| --------------- | --------------- | ---------------- |
| هیبیکی          | جون شیسون       | زک آگیلار        |
| هیبیکی (جوان)   | جون شیسون       | جنی تیرادو       |
| اوتا            | ریریا           | امی لو           |
| ماکوتو          | آلیس هیروسه     | اریکا لیندبک     |
| شین             | مامورو میانو    | کیث سیلورستاین   |
| کایی            | یوکی کاجی       | رابی دیموند      |
| اوساگی          | سایاکا سنبونگی  | لورا استال       |
| دنکی نینجا      | تاسوکو هاتاناکا | کایل مک‌کارلی     |
| رهبر آندرتیکر   | مارینا اینواوئه | کریستینا وی      |
| کانتو مد لابستر | شین ایچیرو میکی | کریس جای الکس    |